# Trinquet Baptiste Viñes
El Trinquet Baptiste Viñes és el trinquet de capçalera de Borriana (Plana Baixa, País Valencià).
Construït el 1929, fou una instal·lació de prestigi per a la pràctica de la Pilota valenciana a nivell professional durant les dècades dels seixanta, setanta i vuitanta del segle passat. Tancat el recinte als anys noranta, els àntics propietaris posaren a la venda els terrenys, que foren adquirits per l'ajuntament de Borriana, que després d'unes obres de rehabilitació i reforma que duraren més de sis anys, el trinquet reobrí les portes el 10 de setembre de 2009, durant les festes patronals.
El consistori municipal va decidir que el trinquet portaria el nom del qui fora trinqueter i marxador durant l'anterior etapa, Baptiste Viñes. Personatge recordat per ser un gran dinamitzador de la Pilota valenciana.
El trinquet Baptiste Viñes de Borriana compta amb sostre i il·luminació artificial, de 56,70 metres de longitud, 8,60 m. d'amplada i una altura de tela d'11,5 m.